# United Church of God
United Church of God, an International Association (UCGIA ou UCG) (em português: "Igreja de Deus Unida, uma Associação Internacional") é uma denominação religiosa cristã, não trinitária e não denominacional, com base nos Estados Unidos, surgiu a partir da Worldwide Church of God (WCG) (Igreja Mundial de Deus), fundada por Herbert W. Armstrong. A UCG foi criada em maio de 1995, é a maior das organizações dissidentes.

## Fundação
Após a morte de Armstrong em 1986, a liderança posterior da WCG introduziu uma série de grandes mudanças doutrinais que começaram em 1994, o que substancialmente alteradas as crenças fundamentais e objetivos da WCG original, consequentemente, alguns líderes deixaram a WCG para começar suas próprias organizações.
A UCG foi fundada em uma conferência organizada em Indianápolis, Indiana , na primavera de 1995 e contou com WCG e ex-ministros WCG afectados pelas mudanças doutrinais introduzidas na igreja. O primeiro presidente da UCG foi David Hulme, que deixou a UCG depois de ser removido do cargo por se recusar a mudar-se para o escritório da igreja de Ohio, em 1998, entre outras razões. Em seguida, ele formou um novo grupo chamado Igreja de Deus, uma comunidade internacional (Church of God, an International Community).  Após Hulme, seguintes anciãos selecionados para servir como presidente foram Les McCullough em 1998, Roy Holladay em 2002, Clyde Kilough em 2005 e Dennis Luker em 2010. Victor Kubik foi eleito para um mandato de três anos como presidente em maio de 2013.

## Doutrinas
A UCG segue e acredita em muitos dos princípios doutrinários básicos compartilhados por outras igrejas cristãs, como aceitar as escrituras sagradas, a ressurreição corporal de Cristo, e as três ordenanças do batismo. Como muitas igrejas cristãs, ela também acredita na ressurreição dos mortos, batismo por imersão, e é fortemente Sabatista já que fazem observância do sábado, (sabbath), acreditam que o retorno de Cristo é iminente, interpretando os eventos atuais à luz das profecias bíblicas. No entanto, os seus ensinamentos diferem da tradicional católica e a teologia protestante em diferentes aspectos.

## Mídia
A UCG afirma: "A missão da Igreja de Deus é pregar o evangelho de Jesus Cristo e o Reino de Deus em todo o mundo, fazei discípulos em todas as nações". A UCG utiliza de vários meios de comunicações, que vão desde o Twitter e Youtube para formas mais tradicionais, tais como rádio, mídia impressa e televisão.
A denominação publica e produz o seguinte:
– A Boa Nova (The Good News) É uma revista bimestral gratuita publicada em 5 idiomas (incluindo o português) pela UCG. A revista contém artigos que discutem as profecias bíblicas, notícias do mundo e tendências, questões sociais, doutrinas da Igreja e vida cristã.
– Beyond Today Television é um programa de televisão que vai ao ar na WGN America e WORD Network.
– Vertical Thought é uma publicação trimestral publicado digitalmente para a juventude. A publicação contém artigos de dos ministros da igreja e da juventude, e tem como objetivo fortalecer a fé cristã de seus leitores jovens.
– The United News é um boletim informativo que divulga notícias e eventos dentro da Igreja de Deus Unida. O boletim contém artigos sobre missões da UCG, atividades da igreja, relatórios sobre o governo da igreja, artigos doutrinários e de vida cristã, e anúncios do nascimento e morte de membros da igreja.
– Além das publicações acima, a UCG produziu 33 livretos sobre vários temas bíblicos, mais 12 lições da Bíblia, um programa de leitura mensal sistemático da Bíblia com comentários, várias reimpressões de artigos, programas de televisão e um website, constituindo uma das maiores obras de evangelização ao redor do mundo.